# Благородство
Благоро́дство, благоро́дность — высокая нравственность, самоотверженность и честность; великодушие, рыцарство, возвышенность, святость. Предположительно, калька с др.-греч. лат. εὐγενής («eugenes»), дословно — «благое происхождение» (ср.: благодетель, благополучие).
Изначально, благородство (от благо́й и род) — совокупность личностных качеств, присущих человеку, происходившему из знатного («благого») рода, аристократу, дворянину, обретавшаяся в ходе специального обучения и необходимая ему для несения возлагавшейся на него в силу происхождения ответственности, а именно — честного и достойного служения суверену. В основном совокупность таких качеств была связана с представлениями и понятиями представителей высших сословий о достоинстве и чести (для обозначения которых в наше время в повседневном обиходе используется более узкий термин «чувство собственного достоинства»).
Отсюда благородный — отличающийся ценностью, значимостью, исключительный по своим качествам, изяществу (благородная красота, благородная простота линий). В этом смысле также употребляется в составе различных терминов для обозначения их выделяющегося разряда, породы (благородные металлы, благородный олень).
Также благородство — возвышенность мотивов поведения человека (возможно, даже неблагородного происхождения), который своими делами продемонстрировал «родственность Благому». В этом смысле благородный — высоконравственный, самоотверженно честный и открытый (благородное дело, благородный поступок).
Благородность — принадлежность к родовой аристократии. В дореволюционном значении благородный, из благородных — дворянского происхождения, относящийся к родовым дворянам, потомственной аристократии.

## В религии и философии
По мнению христианского учения, источником истинного блага может быть и является один только Бог:
1. Исходя из слова Самого Бога: «И прошёл Господь пред лицем его и возгласил: Господь, Господь, Бог человеколюбивый и милосердный, долготерпеливый и многомилостивый и истинный, сохраняющий милость в тысячи родов, прощающий вину и преступление и грех, но не оставляющий без наказания, наказывающий вину отцов в детях и в детях детей до третьего и четвёртого рода».[6]
2. Исходя из слов Иисуса Христа: «Итак, будьте совершенны, как совершен Отец ваш Небесный»[7], «Никто не благ, как только один Бог».[8]
3. Исходя из слов Апостолов Иисуса Христа: «Господь весьма милосерд и сострадателен»[9], «по примеру призвавшего вас Святого, и сами будьте святы во всех поступках».[10]
4. Исходя из умозаключения, что принципы высокой нравственности, самоотверженности, честности, великодушия, возвышенности должны:
  - быть едины для различных стран (независимо от политического и экономического строя) и национальностей, слоёв общества (богатые, бедные), уровней образования;
  - созданы не человеком или не группой людей. Так как мнения любого человека или группы людей подвержены постоянным изменениям в течение короткого или продолжительного периода времени;
  - иметь описанные/доступные для каждого правила (нормы) поведения, следуя которым человек может называться нравственным либо безнравственным, аморальным;
  - иметь эталон (человеческая жизнь), которому мог бы подражать любой человек, желающий жить по вышеприведённым принципам;
  - иметь «обвинителя» и «защитника», которые, в соответствии со своими полномочиями, обвиняют либо оправдывают человека в его действиях, тем самым явно или неявно побуждая его соответствовать высокой морали. «Обвинитель» и «Защитник» не может быть лицом, которое само подвержено влиянию неблагородных (аморальных) мотивов.

То есть, источник блага есть единый Бог, а эталон благородства — Иисус Христос посланный Богом в безнравственный мир. Своды правил благородной жизни содержит Новый Завет, где «обвинителем» и «защитником» является Дух Святой («Дух Святый, Которого пошлёт Отец во имя Мое, научит вас всему») и человеческая совесть («дело закона у них написано в сердцах, о чём свидетельствует совесть их и мысли их, то обвиняющие, то оправдывающие одна другую»)
Атеизм предполагает, что возвышенные мотивы поведения человека не обязательно связаны с религиями. Всеобщие моральные и этические принципы человечества (доброта, сострадание, стремление к справедливости и т. п.) существуют вне зависимости от конкретных вероучений и чаще являются продуктом коллективного жизненного опыта тех или иных обществ.
По Эпикуру, «благородный человек всего более занят мудростью и дружбой». По Н. А. Добролюбову, «… только та доброта и благородство чувствований совершенно надёжны и могут быть истинно полезны, которые основаны на твёрдом убеждении, на хорошо выработанной мысли».